# Searchlight Capital
Searchlight Capital Partners est une société de capital-investissement.
Searchlight Capital a été créé en 2010 par Eric Zinterhofer, Oliver Haarmann et Erol Uzumeri, ses associés fondateurs,  Elle possède des bureaux à New York, Conduit Street, Londres et Toronto. 
En janvier 2012, Searchlight Capital a finalisé l'acquisition du célèbre fabricant de bottes en caoutchouc Hunter Boot Ltd . 
En juillet 2014, Searchlight Capital a acquis la chaîne canadienne de vente au détail de viande et d'aliments surgelés M&amp;M Food Market . 
En juin 2015, Searchlight Capital (40 %) et Liberty Global (60 %) ont acquis conjointement Choice Cable TV, le deuxième câblo-opérateur de Porto Rico, pour 272,5 millions de dollars américains. 
En octobre 2015, Searchlight Capital a acquis une participation majoritaire dans la marque canadienne de vêtements Roots Canada, une participation minoritaire étant toujours détenue par ses fondateurs. 
En décembre 2015, Searchlight Capital a clos son deuxième fonds avec 1,94 milliard de dollars d'engagements. 
En avril 2018, Searchlight Capital a acquis la société canadienne de télécommunications d'entreprise Mitel dans le cadre d'une transaction entièrement en espèces de 2 milliards de dollars. 
En juillet 2021, Searchlight Capital a acquis le fournisseur de services Internet fixes sans fil All Points Broadband.